# Tom Clancy's Ghost Recon Advanced Warfighter 2
Tom Clancy's Ghost Recon Advanced Warfighter 2 är ett datorspel utgivet av spelföretaget Ubisoft och utvecklat av Ubisoft Paris, Red Storm Entertainment, High Voltage Software och Grin. Ghost Recon Advanced Warfighter 2, även förkortat GRAW 2 är uppföljaren till Tom Clancy's Ghost Recon Advanced Warfighter GRAW. Detta är ett strategiskt spel i tredjepersonsperspektiv. Spelet släpptes 2007.
Spelet kretsar kring Kapten Mitchell, ledare för den amerikanska elitstyrkan Ghosts och under tre dagar måste man som Mitchell rädda USA från en kärnvapenattack av rebeller i grannlandet Mexiko.

## Handling
Ghost Recon Advanced Warfighter 2 utspelar sig år 2013 i Mexiko. Där, och i andra delar av Centralamerika, pågår fullt inbördeskrig mellan lojala regeringstrupper och rebeller. Mitt i allt detta finns Spökena (Ghosts), en hemlig amerikansk militär elitstyrka. Ledare för Spökena är kapten Mitchell.
Spelet tar sin början efter händelserna i det första GRAW och efter spelarens träning, sätts man in mot mexikanska rebeller som är farligt nära den amerikanska gränsen. Det hela spårar ur ganska fort och upproret i Mexiko sprider sig till gränsstaden Juárez. Spökena skickas till staden efter tre lyckade uppdrag för att hjälpa de lojala trupperna i Juárez. Det visar sig dock att rebellerna har fått tag på tre kärnvapenmissiler vilket innebär att om rebellerna tar sig över gränsen och in i USA kan de skjuta av missilerna mot vilken som helst av de amerikanska storstäderna utan att kärnvapenskölden kan stoppa dem. Den första kärnvapenmissilen förstörs dock av rebellerna själva efter att Spökena nästan fått tag på den.
Att få tag i missilerna blir högsta prioritet och tack vare en avhoppande mexikansk journalist får de information om var kärnvapnen finns. Uppdraget försvåras dock av att de hela tiden riskerar att bli upptäckta, då USA:s trupper inte får delta i kriget innan ett fördrag med Mexiko har skrivits under.
Fördraget skrivs till slut under och USA kan agera för full styrka och officiellt. Jakten på kärnvapnen går bra och man lyckas desarmera kärnvapen nummer två. Det tredje försvinner dock sedan man lyckats döda rebellernas ledare. Det visar sig dock att legosoldater, som jobbar för rebellerna, tagit den sista och fört den med sig in på amerikansk mark för att skjuta iväg den.
Spökena blir snabbt skickade till platsen för avskjutning, som försvaras hårt av fienderna. Med all support som finns tillgänglig lyckas de ta sig fram till avskjutningsplatsen för att stoppa uppskjutningen av det tredje och sista kärnvapnet. Tillsammans med jaktflyg koordineras en taktisk EMP-puls och kärnvapnet stoppas.

## Multiplayer
Multiplayerläget skiljer sig inte mycket jämfört med föregångaren. En av få nyheter är att ens lagkamrater i lagmatcher kan bli kritiskt skadade och man behöver då "läka" den nedskjutna kamraten. Annars innehåller GRAW 2 samma principer som föregångaren. Man kan välja mellan fyra olika klasser: Rifleman, Grenadier, Marksman och Automatic Rifleman. Varje klass gör en bättre inom valt område. Om man till exempel väljer klassen Rifleman blir man bättre med gevär, men har svårt att använda krypskyttegevär.
Till skillnad från spelets kampanjläge är skyddssystemet annorlunda; man kan alltså inte automatiskt ta skydd bakom en vägg som i kampanjläget. Även cross-com skiljer sig, men en nyhet är att man kan få upp hela drönarens eller lagkamraternas synfält under multiplayer.